# Autostrada A6 (Portugalia)
Autostrada A6 (port. Autoestrada A6, Autoestrada do Alentejo Central) – autostrada w środkowej i wschodniej Portugalii. Biegnie z Marateca do granicy z Hiszpanią w pobliżu Elvas. Przejazd autostradą jest płatny. Koncesjonariuszem zarządzającym autostradą jest Brisa – Auto-estradas de Portugal (BRISA).
Od 1999 jest to najkrótsza i główna trasa łącząca Lizbonę z Madrytem. Na zachodnim końcu droga łączy się z A2 około 50 km na południowy wschód od Lizbony. A6 biegnie dalej na wschód przechodzącej przez Alto Alentejo poprzez Montemor-o-Novo, Évorę i Estremoz. W końcowych odcinkach przebiega w okolicy Borba i Elvas, do portugalskiej części rzeki Caia, która tutaj tworzy granicę z Hiszpanią. 
Niektóre odcinki autostrady charakteryzują się małym ruchem samochodowym.

## Historia budowy
| Odcinek                                | Stan (2010)        | km   |
| -------------------------------------- | ------------------ | ---- |
| Marateca - Montemor-o-Novo (este)      | otwarcie (08/1995) | 43,9 |
| Montemor-o-Novo (este) - Évora (oeste) | otwarcie (04/1998) | 15,2 |
| Évora (oeste) - Estremoz               | otwarcie (05/1998) | 45,9 |
| Estremoz - Elvas                       | otwarcie (09/1999) | 35,2 |
| Elvas - Caia (Hiszpania)               | otwarcie (1998)    | 18,5 |